# رويس سميث
رويس سميث (بالإنجليزية: Royce Smith)‏ هو لاعب كرة قدم أمريكية أمريكي، ولد في 7 يونيو 1949 في سافانا في الولايات المتحدة، وتوفي في 22 يناير 2004 في كلاكستون في الولايات المتحدة.

## وصلات خارجية
- رويس سميث على موقع مرجع كرة القدم المحترفة.كوم (الإنجليزية)
- رويس سميث على موقع قاعة جورجيا للمشاهير الرياضية (مؤرشف) (الإنجليزية)